# Guayaquil Fútbol Club
Guayaquil Fútbol Club es un club de fútbol profesional originario de la ciudad de Guayaquil, Ecuador. Fue fundado el 10 de agosto de 2010 como escuela de fútbol. Está afiliado a la Asociación de Fútbol del Guayas, participando en sus respectivos torneos oficiales, tanto profesionales como formativos-juveniles. Actualmente juega en la Segunda Categoría del Guayas.

## Historia
Fue fundado en el 2010, es un club que pertenece a la segunda división de la provincia del Guayas. Tiene ubicadas sus instalaciones al sur de la ciudad de Guayaquil, sector reconocido por la calidad de sus jugadores.
Brinda formación integral a niños y jóvenes a través del deporte inculcando valores. Entre sus objetivos está el de consolidarse como tercer equipo en hinchada de la ciudad. En la actualidad recibe a 350 jóvenes para su formación y sus jugadores refuerzan a los principales equipos de primera división y de la selección nacional.

## Datos del club
- Participaciones en Segunda Categoría: 10 (2011; 2015 - 2020; 2023 - presente)
- Participaciones en el Torneo Femenino de la AsoGuayas: 1 (2024)

## Palmarés

### Torneos provinciales
| Competición       | Competición | Títulos | Subcampeonatos |
| ----------------- | ----------- | ------- | -------------- |
| Torneo AFG Sub-14 | (1/0)       | 2023.   |                |
| Torneo AFG Sub-15 | (0/1)       |         | 2021.          |
| Torneo AFG Sub-17 | (1/0)       | 2021.   |                |

- Datos: Q111721630